# Fridley, Minnesota
Fridley, Minnesota là một thành phố nằm ở quận thuộc tiểu bang Minnesota, Hoa Kỳ. Thành phố có dân số năm 2010 là 27,208 người.